# Тайфонтен
Тайфонте́н (фр. Taillefontaine) — коммуна во Франции, находится в регионе Пикардия. Департамент коммуны — Эна. Входит в состав кантона Вилле-Котре. Округ коммуны — Суассон.
Код INSEE коммуны — 02734.

## Население
Население коммуны на 2010 год составляло 271 человек.
| 1962 | 1968 | 1975 | 1982 | 1990 | 1999 | 2010 |
| ---- | ---- | ---- | ---- | ---- | ---- | ---- |
| 346  | 320  | 281  | 255  | 270  | 288  | 271  |

## Экономика
В 2010 году среди 169 человек трудоспособного возраста (15—64 лет) 125 были экономически активными, 44 — неактивными (показатель активности — 74,0 %, в 1999 году было 66,2 %). Из 125 активных жителей работали 115 человек (56 мужчин и 59 женщин), безработных было 10 (8 мужчин и 2 женщины). Среди 44 неактивных 8 человек были учениками или студентами, 22 — пенсионерами, 14 были неактивными по другим причинам.